# إيال غولان
إيال غولان (بالعبرية: אייל גולן) (12 أبريل 1971 -) مولود في إسرائيل، هو مغني إسرائيلي في موسيقى مزراحي اليهودية الشرقية. إيال غولان من أصول يمنية ومغربية يهودية. والده دانييل بيتون ووالدته رونيت جميل.
رياضي، ومضى في الطريق الفني كمؤدي لموسيقى مزراحي، ويعتبر واحدا من أبرع فناني هذا النوع من الموسيقى العبرية الشرقية.

## حياته الشخصية

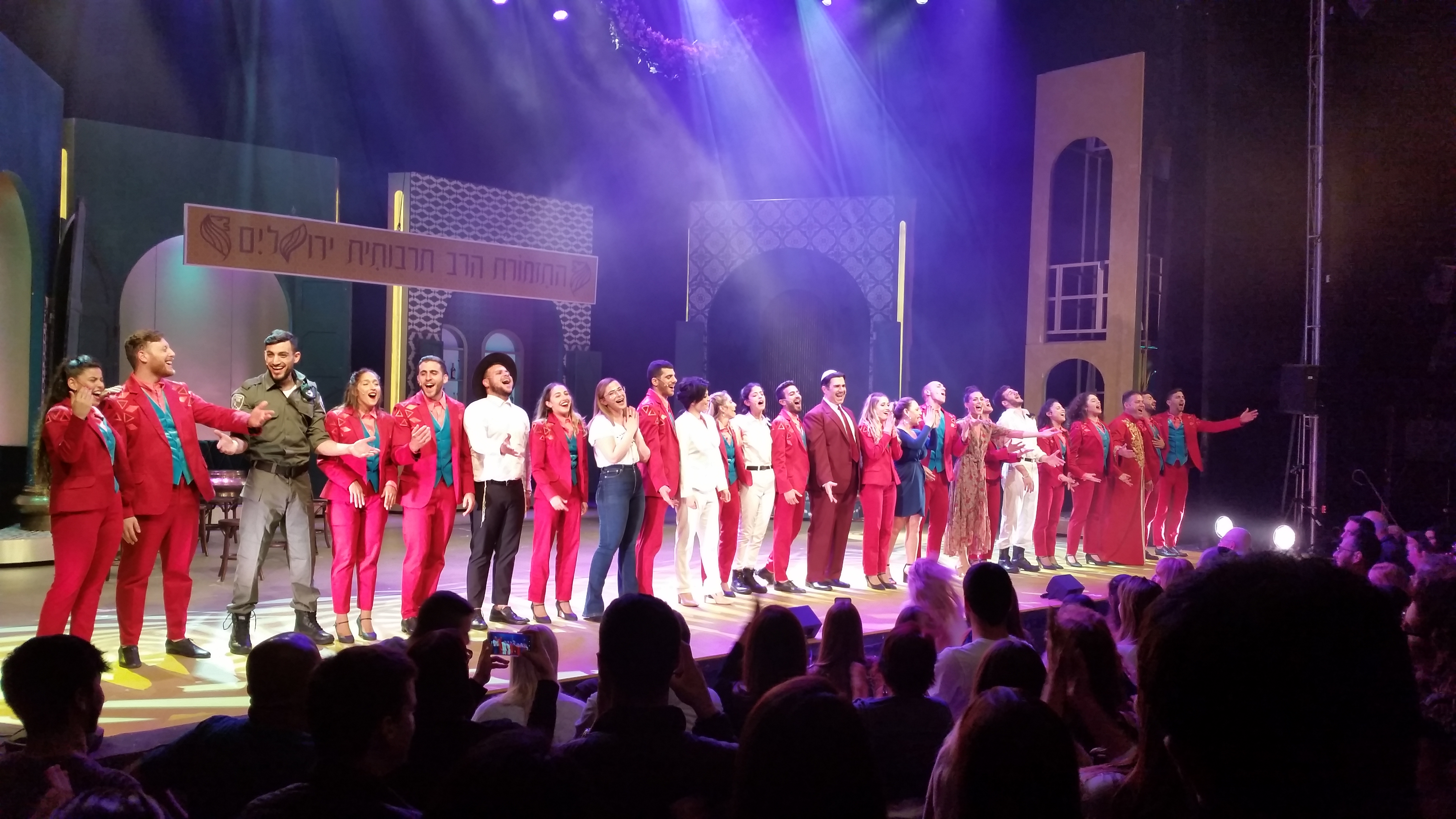
زي آني - موسيقى مستوحاة من أغاني إيال جولان

ولد في مدينة رحوفوت الاسرائيلية تحت اسم أيال بيطون, انفصل أبواه حين كان في الرابعة من عمره فتكفلت جدته بتربيته. أمن معيشته كشاب صغير من أعمال التصليح والترميم، كما وأقام الحفلات الغنائية على مستوى الأندية الصغيرة في منطقة سكنه. إضافة لموهبته الغنائية، انخرط ايال في كرة القدم ضمن نادي هبوعيل مرمروك، الذي لعب فيه منذ سن الثامنة حتى عام 2002.
في عام 1990 اعتمد لقب جولان بدلاً من بيطون، والذي يعرف به حتى يومنا هذا.
تزوج من ملكة جمال إسرائيل إيلانيت ليفي عام 2002, وولد لهما طفلان: ليام وألين. ولكن عام 2008 بدأت تنتشر إشاعات حول أزمة في العلاقة بين ليفي وجولان، وبعد مرور أشهر انفصلا بالفعل.

## مشواره الفني
كانت انطلاقته صعبة كونه مطرب شرقي، في وقت سيطر فيه المهاجرين الأوروبيين على وسائل الإعلام في اسرائيل والذين سخروا من هذا النمط واستعلوا عليه.  بذل إيال جولان الكثير من الجهد في ألبومه الأول «لحيشاه بليلاه» (همسة في الليل), الذي صدر عام 1995 وتم تمويله تقريبا بشكل كامل من جيبه الخاص. في تلك الفترة دعمه نادي كرة القدم هبوعيل مرمورك ماديًّا. ولكن الألبوم مُني بالفشل، وتجاهلته وسائل الإعلام.
جاءت قفزة الانطلاق في منتصف التسعينات عبر فرقة أتنيكس، التي بحثت عن مطرب من النمط الشرقي تستطيع أن تدفعه قدماً، فكانت أغنية «تسئي إِل هحالون» (أطلّي من الشبّاك) مع أغاني شهيرة أخرى مثل «ليف شل جيفر» (قلب رجل) و«بلعادايِخ» (بدونك) أولى أغانيه ذات الانتشار الواسع والتي أوصلت صوت إيال جولان إلى كل بيت في إسرائيل. وفي عام 1997 كان إيال جولان المطرب الشرقي الأول الذي يفوز بلقب مطرب العام من الإذاعة الناجحة الشبكة ج.
بعد مرور عام، كرّر جولان ذات الإنجاز، وفاز مرة أخرى بلقب مطرب العام. ومنذ ذلك الوقت، فاز جولان بهذا اللقب لثماني سنوات أخرى. خلال العقد الماضي، وصلت سبع عشرة من أغاني جولان إلى قائمة أشهر الأغاني الإسرائيلية السنوية، أكثر من أي مطرب أو فرقة في إسرائيل. عام 2010, تم تتويج جولان باعتباره مطرب العقد في إسرائيل، ودعيَ كذلك ليمثل أمام جمهور كبير في قاعة أوليمبيا بباريس.

## مشاكل قانونية
في سنة 2013 تم استجواب غولان بتهمة الممارسات الجنسية مع قاصرات دون السن القانونية ليتضح ان اباه ومسؤول علاقات عامة يعمل معه ورجل اعلام لهم أيضا ضلع في الممارسات الفاحشة فيواجه الأب شبهات اقامة علاقات مع قاصرات، وكذلك تنظيم لقاءات لقاصرات مع ابنه. واعترف غولان بانه تم التحقيق معه في الشرطة في حوادث متفرقة تتلخص بقيامه بعلاقات جنسية باتفاق واستخدام المخدرات مع فتيات مع انه كان يجهل انهن قاصرات وادعى انه لم يستخدم المخدرات.

## روابط خارجية
- إيال غولان على موقع IMDb (الإنجليزية)
- إيال غولان على موقع ميوزك برينز (الإنجليزية)
- إيال غولان على موقع ديسكوغز (الإنجليزية)
- إيال غولان على موقع قاعدة بيانات الفيلم (الإنجليزية)